# ریشارت روئوف
ریشارت روئوف (به آلمانی: Richard Ruoff) (۱۸ اوت ۱۸۸۳ - مارس ۱۹۶۷) یک نظامی بلندپایه آلمانی در دوره رایش سوم بود.